# مادلين كاربينتير
مادلين كاربينتير (بالفرنسية: Madeleine Carpentier)‏ هي رسامة فرنسية، ولدت في 3 فبراير 1865 في الدائرة العاشرة في باريس في فرنسا، وتوفيت في 13 سبتمبر 1949 في بولون-بيانكور في فرنسا.